# Pristimantis quintanai
Pristimantis quintanai este o specie de broască care aparține genului Pristimantis, familia Craugastoridae. Specia a fost descrisă în anul 2019 pe baza unui exemplar capturat în 2016 în Ecuador și a fost denumită în onoarea lui Pedro Quintana-Ascencio, ecologist.